# The Breed Motorcycle Club
The Breed Motorcycle Club ist ein Motorradclub aus den Vereinigten Staaten, der zu den Outlaw Motorcycle Gangs gehört. Der Club wurde 1965 in Asbury Park, New Jersey gegründet.  Seine größte Verbreitung erfuhr er Mitte der 1980er Jahre, als er Mitglieder des Aces and Eights Motorcycle Club aus  Riverside, New Jersey übernahm. 1986 hatte der Club nach der Übernahme des Branded Motorcycle Clubs 60 Mitglieder und drei Chapter in New Jersey.

## Kriminelle Aktivitäten
The Breeds, die vor allem in New Jersey ansässig sind, kontrollieren den dortigen Methamphetamine-Handel. Ihr größter Rivale ist der ebenfalls dort ansässige Pagan’s Motorcycle Club. Zur Vertretung seiner Interessen verwendet der Club Gewalt, insbesondere Körperverletzung, aber auch Drive-by-Shootings.
Im März 1971 waren Mitglieder von The Breed bei einer Motorradshow in Cleveland, Ohio in eine Massenschlägerei mit den Hells Angels verwickelt. Über 100 Biker beteiligten sich an der Auseinandersetzung. Es gab vier Tote; 57 Rocker wurden verhaftet.
Am 28. Januar 2000 wurden zehn Mitglieder von The Breed wegen Erpressung und Vergewaltigung festgenommen. Sie hatten Schutzgelderpressungen in mehreren Stripclubs, Tattooläden und anderen Geschäften in Long Branch, New Jersey durchgeführt. Vier Frauen hatten sich bei der Polizei gemeldet. Eine Frau sagte aus, dass sie mehrere Tage am Boden angekettet, erniedrigt und misshandelt worden sei.
Im Juli 2003 wurden drei Mitglieder des Clubs verhaftet, nachdem sie ein früheres Mitglied des Clubs angegriffen hatten. Der Angriff war eine Racheaktion wegen einer Aussage, die das abtrünnige Mitglied vor Gericht getätigt hatte.
Am 21. Juli 2006 wurden insgesamt fünfzehn Mitglieder festgenommen. In einer großangelegten Polizeiaktion des Attorney General's Bureau of Narcotics Investigation und des Philadelphia Police Departments, unter dem Decknamen "Operation Breed on a Wire", wurde ein großer Crystal Meth-Ring ausgehoben, darunter der Präsident der Bristol-Ortsgruppe („sog. Chapter“) John "Junior" Napoli und der Präsident des Mutterchapters in Jackson, New Jersey. Napoli wurde als Anführer des Drogenrings verurteilt, der in Pennsylvania und New Jersey operierte und über 55 Kilo Crystal Meth zwischen Mai 2005 und Juni 2006 mit einem Straßenwert von mehr als 11,25 Millionen US-Dollar verkauft haben soll. Die Polizei stellte 10 Kilo Crystal Meth, 500.000 US-Dollar, 44 Schusswaffen, mehrere selbstgebastelte Sprengstoffe sowie 24 Motorräder sicher. John Napoli wurde zu 36 Jahren Haft verurteilt. Ein Teil der Angeklagten wurde freigesprochen.